# 艳红芋螺
艳红芋螺（学名：Conus pertusus），是新腹足目芋螺科芋螺属的一种。主要分布于印度尼西亚、中国大陆、台湾，常栖息在浅海到中等深度海域。